# グランドチャンピオン決定戦競走
グランドチャンピオン決定戦競走（グランドチャンピオンきょうそう）（通称：グランドチャンピオン・英題：GRAND CHAMPIONSHIP）は、ボートレースのSG競走の1つ。
略称は「グラチャン」。

## 概要
正式な競走名はグランドチャンピオン決定戦競走（グランドチャンピオンけっていせんきょうそう）。2014年より通称名「グランドチャンピオン」での表記に変更。英題の「グランドチャンピオンシップ」とは異なる。「GC」と短縮される事もある。
本大会がSGの中のSGと言われるのは、SG競走で結果を残さなければ出場資格を得ることが出来ないためで、それ故に本大会でSG初出場は不可能である。開催日程によっては翌7月との月跨ぎ開催となる場合もある。

### 出場資格
出典
選考期間は開催前年の4月1日から、開催年の3月31日まで
- 優先出場
  - 前年度優勝者
  - 前年のグランプリファイナル出場者（6名）
  - 直前のSG競走ボートレースオールスター優勝者
- 選考期間内におけるSG優勝戦完走者
- 選考期間内におけるSG予選得点上位者

※優先出場選手以外は、開催年前期A1級である事と、160走以上の出走回数が必要である（現在はA1級維持には前年5月から10月の級別審査で90走以上必要で、A1級維持が厳しく設定されている）。
- 選出除外・出場取消
  - 開催年前期A1級でない選手、出走回数不足の選手。（優先出場選手は除く）
  - 前々回（前々年）の本競走から開催年のボートレースオールスターまでのSG優勝戦で選手責任事由によるスタート事故を起こした選手。
  - 前回（前年）の本競走から開催年のボートレースオールスターまでのSG準優勝戦で選手責任事由によるスタート事故を起こした選手。
  - 前年のグランプリ（トライアル・順位決定戦）で選手責任事由によるスタート事故を起こした選手。
  - 選考期間からグランドチャンピオン決定戦前検日までに褒賞懲戒規定による出場停止処分を受けた選手[4]。（一部を除く）
  - 病気や負傷等により出場を辞退した選手

#### 計算方法
- 選考対象となるSGは前年の当競走から開催年のボートレースクラシックまで。直前に開催されるボートレースオールスターで優勝戦完走選手は、次年度の当競走の出場権を得る。ただし、優勝選手に限り直後の当競走の出場権も得られる。
- 1日目から4日目までの予選の得点の合計が選考の対象となる。得点とは、着順点から事故点を減じたものをいう。例年、ボーダーラインは最低でも80点台／年によっては100点以上行く事も有る。

| 区分         | 1着  | 2着 | 3着 | 4着 | 5着 | 6着 |
| ------------ | ---- | --- | --- | --- | --- | --- |
| 予選         | 10点 | 8点 | 6点 | 4点 | 2点 | 1点 |
| ドリーム戦等 | 10点 | 9点 | 8点 | 7点 | 6点 | 5点 |

| 区分     | フライング・出遅れ | 妨害失格 | 欠場・失格 |
| -------- | ------------------ | -------- | ---------- |
| 選手責任 | 20点               | 15点     | 10点       |

### 賞金
2011年競走では優勝賞金が4000万円から2500万円に減額されている。2019年競走からは3300万円に、2023年競走は3400万円に、2024年競走からは3600万円に増額された。2025年競走からは3700万円に増額される。

## 歴史
モーターボート競走法制定40周年を記念して創設された大会であり、第1回は1991年（平成3年）6月20日にボートレース住之江で開催された。優勝選手は、西田靖 (3072) であった。

## エピソード
- 2001年（平成13年）の第11回大会では寺田千恵が女子競艇選手史上初のSG競走優勝戦進出を果たした（結果は5着）。
- 2002年（平成14年）の第12回大会では西島義則と熊谷直樹が優勝戦で揃ってフライングを犯して返還欠場となってしまい、本来の売上額だった26億2427万2400円のうち92.8％にあたる24億3513万3800円が返還され、フライングによる返還で史上最高額となった。
- 2011年（平成23年）の第21回大会ではこの年の3月11日に発生した東日本大震災の被災地支援競走として開催された。本来は同年3月の総理大臣杯も対象であったが、開催中止でそれを除いた7つのSG競走の予選総得点で選手の選考が行われた。
- 2012年（平成24年）の第22回大会では前年度中止になった総理大臣杯の代替開催である「東日本復興支援競走」を加えた9つのSGで選考が行われた。
- 2019年からは優勝者がボートレースバトルチャンピオントーナメントへの優先出場権が与えられる新たなシステムが加わった。
- 2020年（令和2年）の第30回大会では、新型コロナウイルス（COVID-19）の感染拡大に伴い、無観客開催措置が取られた。この年の開催地であったボートレース宮島では、6月3日に無観客措置は解除されていたが、例年、多数の来場が見込まれる事から、クラスター（集団感染）が予想された為、本節に限り、再度無観客措置が取られた。
- 2021年（令和3年）第31回大会についても、新型コロナウイルス感染拡大防止の為、当初は開催地・ボートレース児島が立地する岡山県及び隣接する鳥取県･島根県･広島県･香川県･兵庫県の在住者を対象とした事前抽選による入場制限を実施する予定[10]としていたが、直前にまん延防止等重点措置及び新型インフルエンザ等緊急事態宣言が発令されたため、岡山県在住者以外の当選は原則として無効となり入場不可（児島ガァ～コピアも含む）に変更となった[11]。

## 歴代優勝者
出典はボートレースオフィシャルWEBにあるグランドチャンピオンの各回ページより。
| 回数 | 開催年             | 優勝戦日 | 開催場 | 優勝者     | 優勝者    | 優勝者 | 優勝者        | 優勝者 | 優勝者 | 優勝者     |
| 回数 | 開催年             | 優勝戦日 | 開催場 | 選手名     | 登録 番号 | 年齢   | 住所 所属支部 | 枠番   | コース | 決まり手   |
| ---- | ------------------ | -------- | ------ | ---------- | --------- | ------ | ------------- | ------ | ------ | ---------- |
| 1    | 1991年（平成3年）  | 6月25日  | 住之江 | 西田靖     | 3072      | 29     | 神奈川        | 1      | 1      | 2Mつけまい |
| 2    | 1992年（平成4年）  | 6月23日  | 蒲郡   | 中道善博   | 2096      | 43     | 徳島          | 6      | 2      | 2M差し     |
| 3    | 1993年（平成5年）  | 7月5日   | 住之江 | 安岐真人   | 1864      | 48     | 香川          | 4      | 1      | 逃げ       |
| 4    | 1994年（平成6年）  | 7月4日   | 住之江 | 三角哲男   | 3256      | 27     | 千葉          | 2      | 6      | 差し       |
| 5    | 1995年（平成7年）  | 7月3日   | 桐生   | 野中和夫   | 2291      | 51     | 大阪          | 2      | 1      | 逃げ       |
| 6    | 1996年（平成8年）  | 7月2日   | 多摩川 | 高山秀則   | 2672      | 47     | 宮崎          | 1      | 1      | 逃げ       |
| 7    | 1997年（平成9年）  | 7月2日   | 尼崎   | 市川哲也   | 3499      | 28     | 広島          | 1      | 1      | 逃げ       |
| 8    | 1998年（平成10年） | 6月28日  | 宮島   | 上瀧和則   | 3307      | 30     | 佐賀          | 2      | 1      | 逃げ       |
| 9    | 1999年（平成11年） | 6月27日  | 唐津   | 大嶋一也   | 3010      | 41     | 愛知          | 2      | 2      | 差し       |
| 10   | 2000年（平成12年） | 6月25日  | 下関   | 西島義則   | 3024      | 38     | 広島          | 2      | 1      | 逃げ       |
| 11   | 2001年（平成13年） | 6月24日  | 唐津   | 植木通彦   | 3285      | 33     | 福岡          | 2      | 2      | 抜き       |
| 12   | 2002年（平成14年） | 6月30日  | 宮島   | 今垣光太郎 | 3388      | 32     | 石川          | 3      | 3      | 恵まれ     |
| 13   | 2003年（平成15年） | 6月29日  | 丸亀   | 池田浩二   | 3941      | 25     | 愛知          | 1      | 1      | 逃げ       |
| 14   | 2004年（平成16年） | 6月27日  | 浜名湖 | 原田幸哉   | 3779      | 28     | 愛知          | 3      | 4      | 恵まれ     |
| 15   | 2005年（平成17年） | 6月26日  | 下関   | 山本浩次   | 3558      | 32     | 岡山          | 4      | 4      | まくり     |
| 16   | 2006年（平成18年） | 6月25日  | 浜名湖 | 坪井康晴   | 3959      | 28     | 静岡          | 1      | 1      | 逃げ       |
| 17   | 2007年（平成19年） | 7月1日   | 戸田   | 湯川浩司   | 4044      | 27     | 大阪          | 1      | 1      | 逃げ       |
| 18   | 2008年（平成20年） | 6月29日  | 芦屋   | 湯川浩司   | 4044      | 28     | 大阪          | 1      | 1      | 抜き       |
| 19   | 2009年（平成21年） | 6月28日  | 戸田   | 今垣光太郎 | 3388      | 39     | 石川          | 4      | 4      | まくり     |
| 20   | 2010年（平成22年） | 6月27日  | 大村   | 湯川浩司   | 4044      | 30     | 大阪          | 1      | 1      | 逃げ       |
| 21   | 2011年（平成23年） | 6月26日  | 児島   | 瓜生正義   | 3783      | 35     | 福岡          | 2      | 2      | まくり     |
| 22   | 2012年（平成24年） | 6月24日  | 芦屋   | 太田和美   | 3557      | 39     | 奈良          | 2      | 2      | 差し       |
| 23   | 2013年（平成25年） | 6月30日  | 常滑   | 太田和美   | 3557      | 40     | 奈良          | 1      | 1      | 逃げ       |
| 24   | 2014年（平成26年） | 6月29日  | 浜名湖 | 菊地孝平   | 3960      | 35     | 静岡          | 4      | 4      | まくり     |
| 25   | 2015年（平成27年） | 6月28日  | 宮島   | 山崎智也   | 3622      | 41     | 群馬          | 1      | 1      | 逃げ       |
| 26   | 2016年（平成28年） | 6月26日  | 蒲郡   | 山崎智也   | 3622      | 42     | 群馬          | 3      | 4      | まくり     |
| 27   | 2017年（平成29年） | 6月25日  | 鳴門   | 石野貴之   | 4168      | 35     | 大阪          | 1      | 1      | 逃げ       |
| 28   | 2018年（平成30年） | 6月24日  | 徳山   | 白井英治   | 3897      | 41     | 山口          | 1      | 1      | 逃げ       |
| 29   | 2019年（令和元年） | 6月23日  | 多摩川 | 柳沢一     | 4074      | 38     | 愛知          | 1      | 1      | 逃げ       |
| 30   | 2020年（令和2年）  | 6月28日  | 宮島   | 徳増秀樹   | 3744      | 45     | 静岡          | 1      | 1      | 逃げ       |
| 31   | 2021年（令和3年）  | 6月27日  | 児島   | 前本泰和   | 3573      | 49     | 広島          | 1      | 1      | 逃げ       |
| 32   | 2022年（令和4年）  | 6月26日  | 唐津   | 池田浩二   | 3941      | 44     | 愛知          | 1      | 1      | 抜き       |
| 33   | 2023年（令和5年）  | 6月25日  | 徳山   | 磯部誠     | 4586      | 32     | 愛知          | 1      | 1      | 逃げ       |
| 34   | 2024年（令和6年）  | 6月30日  | 尼崎   | 土屋智則   | 4362      | 39     | 群馬          | 1      | 1      | 逃げ       |
| 35   | 2025年（令和7年）  | 6月29日  | 戸田   | 池田浩二   | 3941      | 47     | 愛知          | 1      | 1      | 逃げ       |

## 今後の開催予定
- 第36回大会 2026年（令和8年） 6月23日 - 28日  ボートレース鳴門[12]